# Setor de Embaixadas Sul
O Setor de Embaixadas Sul (SES) é um setor localizado na Asa Sul, em Brasília, voltados a representações de outros países. Atualmente, 45 missões diplomáticas estrangeiras - a maior parte das embaixadas na cidade - estão sediadas nesse setor.  

## História

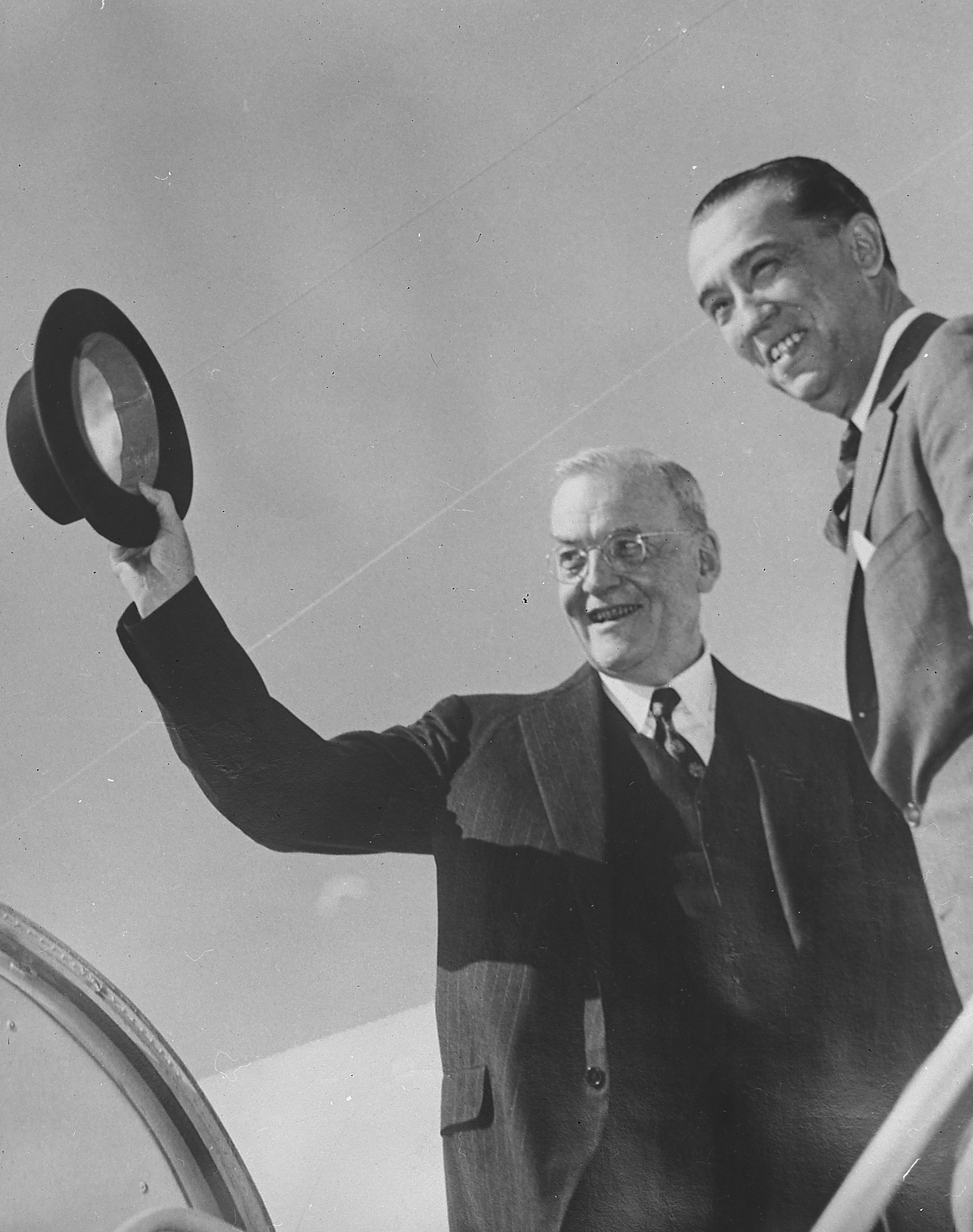
O secretário de Estado dos EUA John Foster Dulles embarcando para Brasília com JK em 1958. Ele escolheu o terreno para a embaixada do país nessa ocasião.

Em janeiro de 1958, a Novacap passou a ceder, gratuitamente, terrenos no SES para atrair mais rapidamente as embaixadas para a nova cidade. Os Estados Unidos, que tinham escolhido e marcado seu terreno em 1958, foram os primeiros a começar as obras, mas só terminaram nos anos 1970. Em maio de 1958, 32 países já havia marcado seus terrenos. A Iugoslávia foi o primeiro país a se instalar completamente no SES, seguida por Checoslováquia, África do Sul e Argentina.
Pelo projeto do Plano Piloto e de acordo com a legislação em vigência, os terrenos dessa região são de uso exclusivo das representações diplomáticas. Devido ao fato de muitos dos terrenos permanecerem vagos e o setor ficar em uma área valorizada, há interesse imobiliário na área, mas devido ao tombamento do Conjunto Urbanístico de Brasília, as propostas de abertura da área para outros usos não vingam.

## Quadras
O SES é formado por nove grupos, cada um com seis grandes lotes, de 25 mil metros quadrados. São prédios de alturas baixas, preservando a escala bucólica prevista no Plano de Lúcio Costa e no tombamento pela UNESCO, e com importantes e variados exemplares de arquitetura internacional. Além de suas funções protocolares, muitas das embaixadas também promovem eventos sociais e culturais relacionados a suas culturas nacionais.

### Quadra 801
- Embaixada da África do Sul
- Embaixada da Austrália
- Embaixada dos Estados Unidos
- Embaixada da França
- Embaixada dos Países Baixos
- Embaixada de Portugal
- Embaixada do Reino Unido
- Embaixada da Rússia
- Praça Portugal
- Nunciatura Apostólica

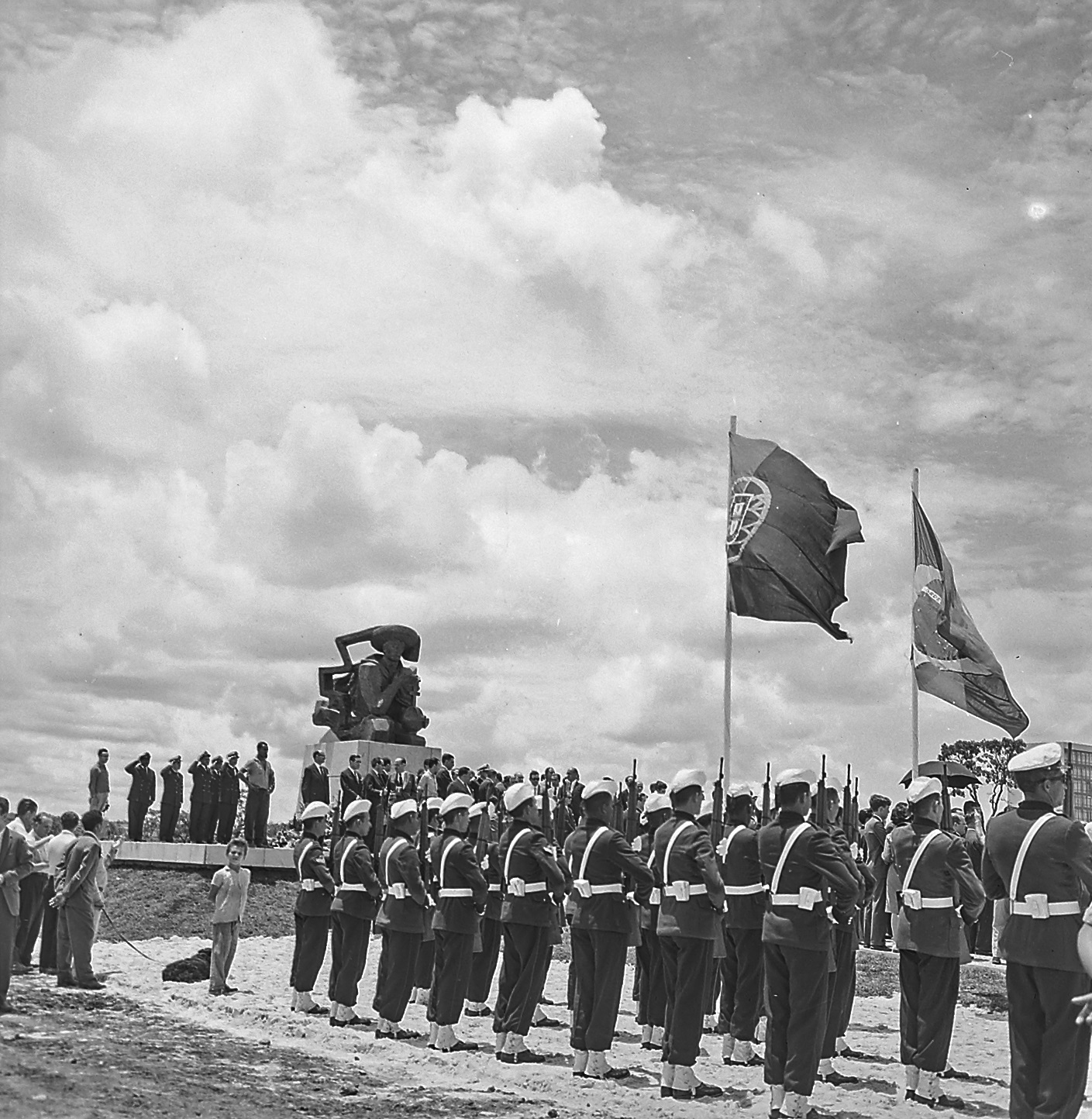
O monumento ao Infante D. Henrique foi inaugurado em novembro de 1960 e faz parte do conjunto arquitetônico da Embaixada de Portugal.

- Sede da Conferência Nacional dos Bispos do Brasil

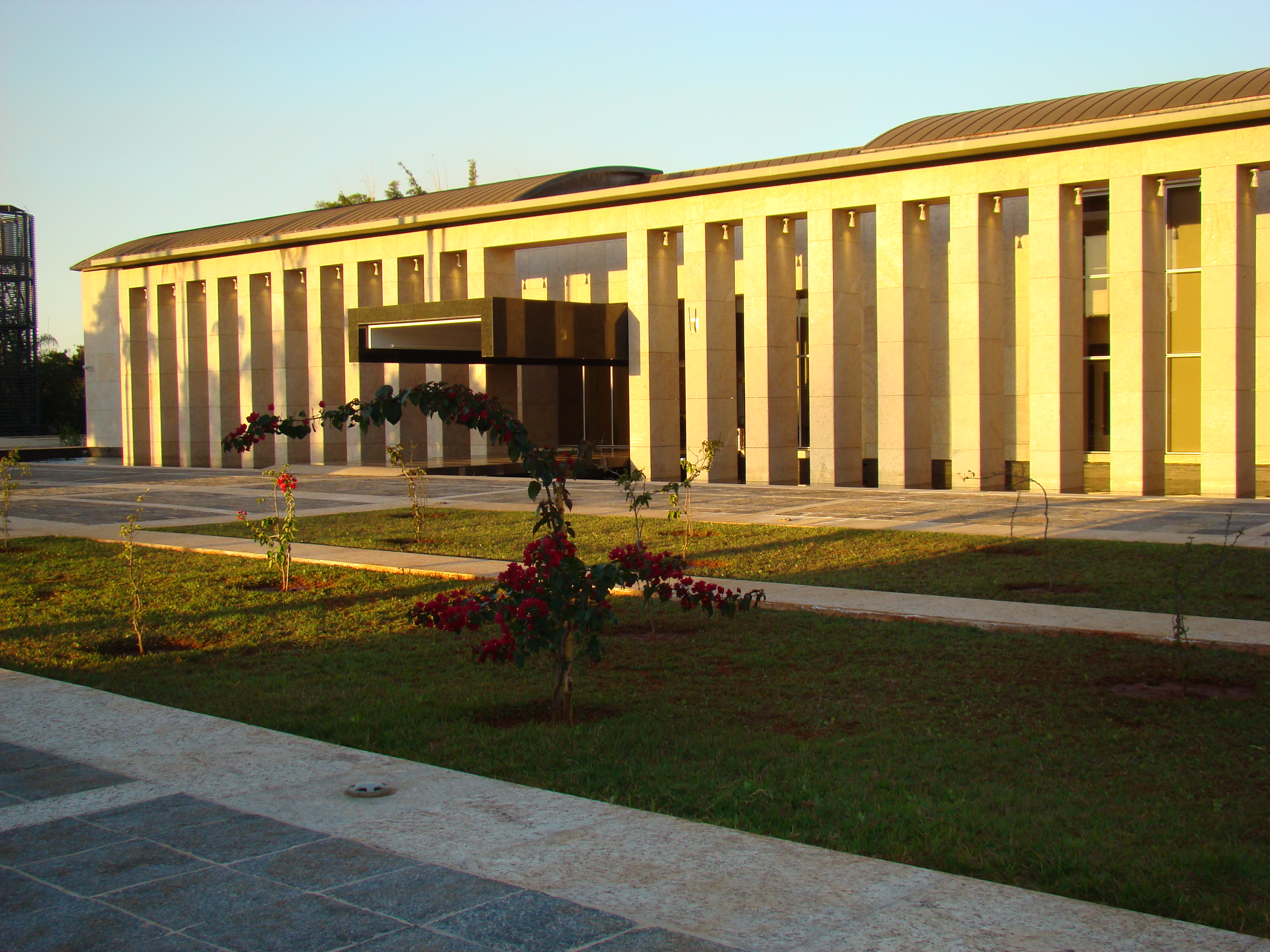
A Embaixada da Argentina.

### Quadra 803

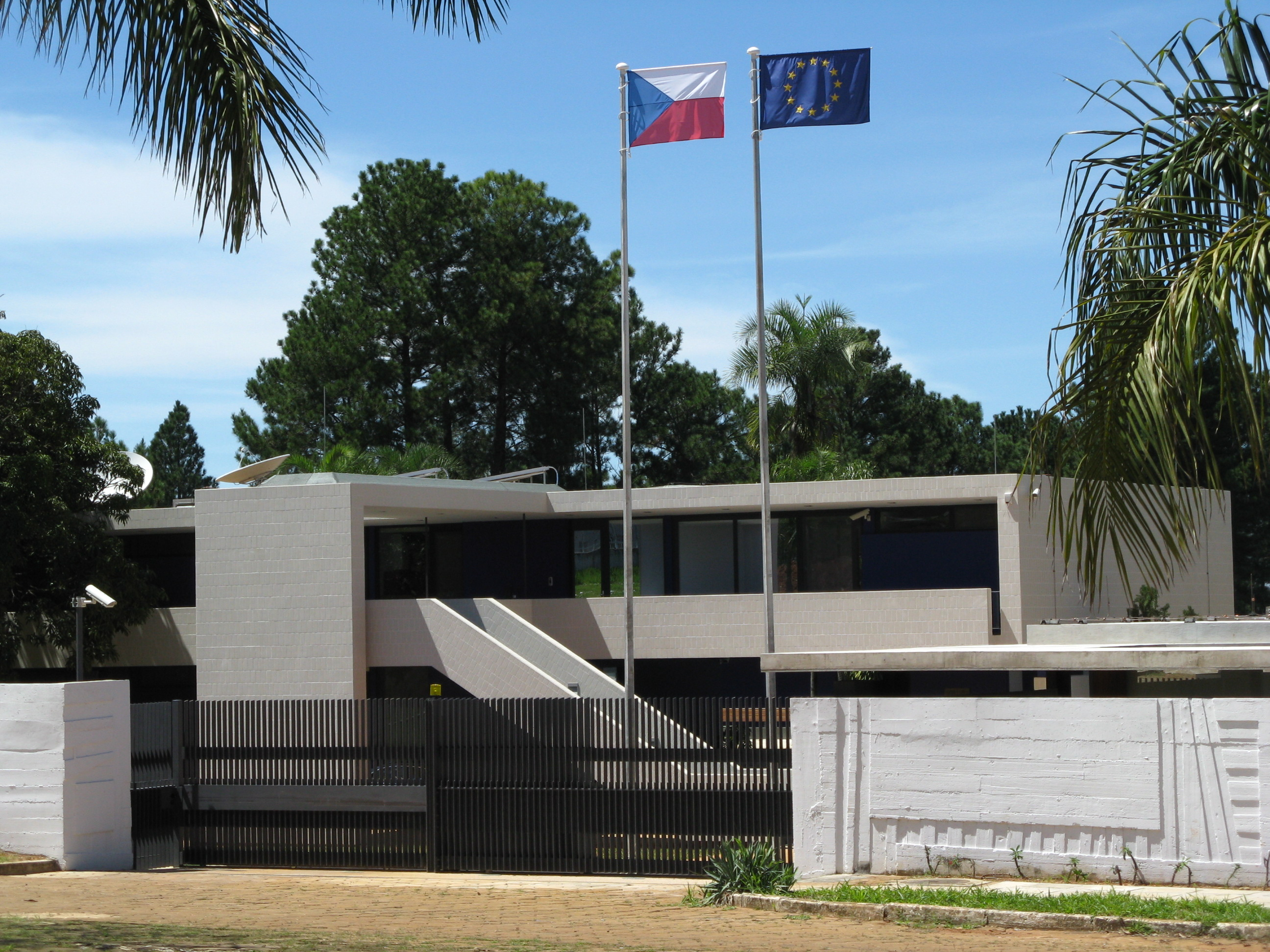
Embaixada da Chéquia. A antiga Checoslováquia foi a terceira nação a se instalar no SES.

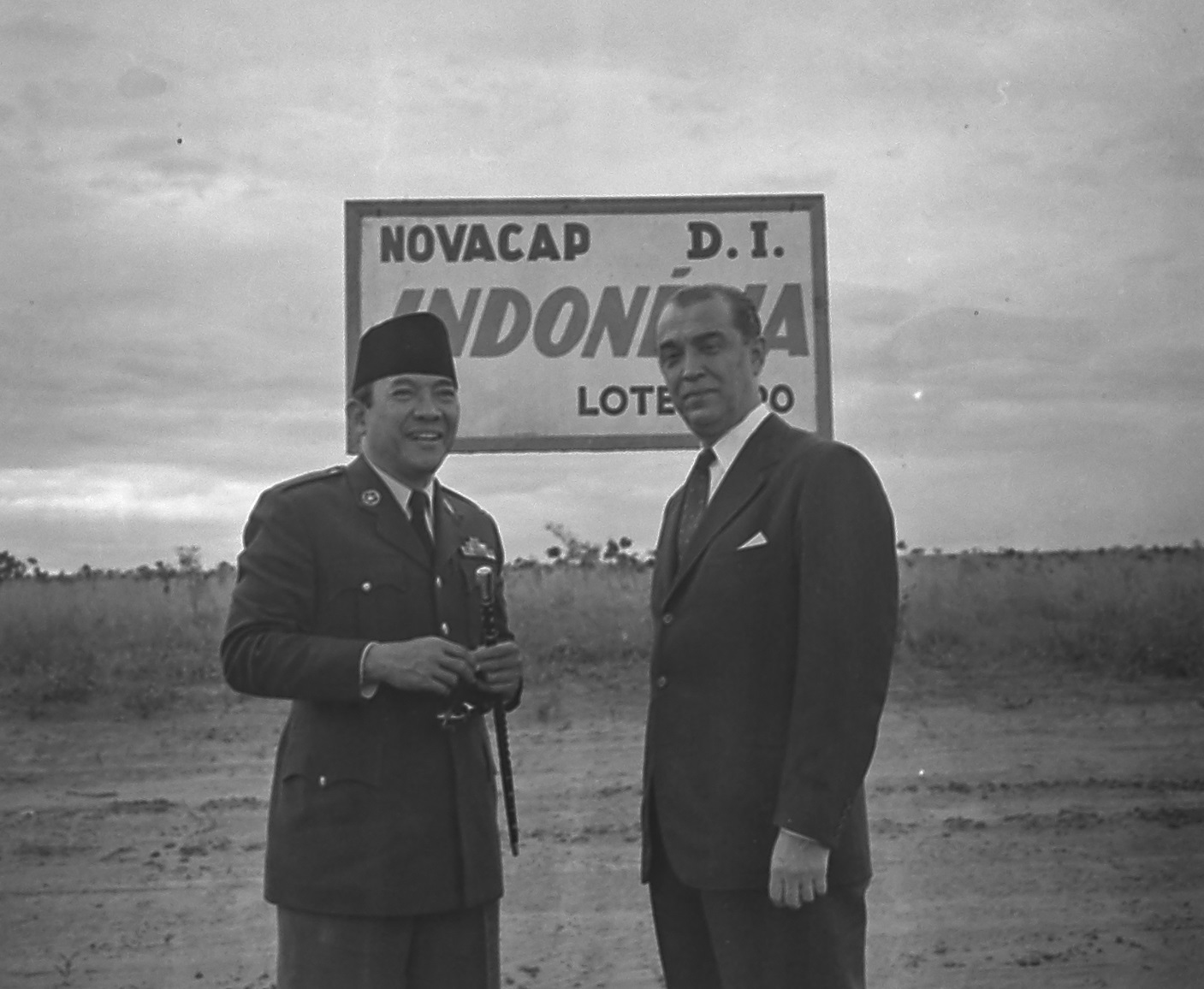
JK e presidente Sukarno (Indonésia) em visita ao lote da futura Embaixada da Indonésia (1960)

- Embaixada da Argentina
- Embaixada do Canadá
- Embaixada do Chile
- Embaixada da Colômbia
- Embaixada do Panamá
- Embaixada da Sérvia
- Embaixada do Uruguai
- Embaixada da Venezuela

### Quadra 805

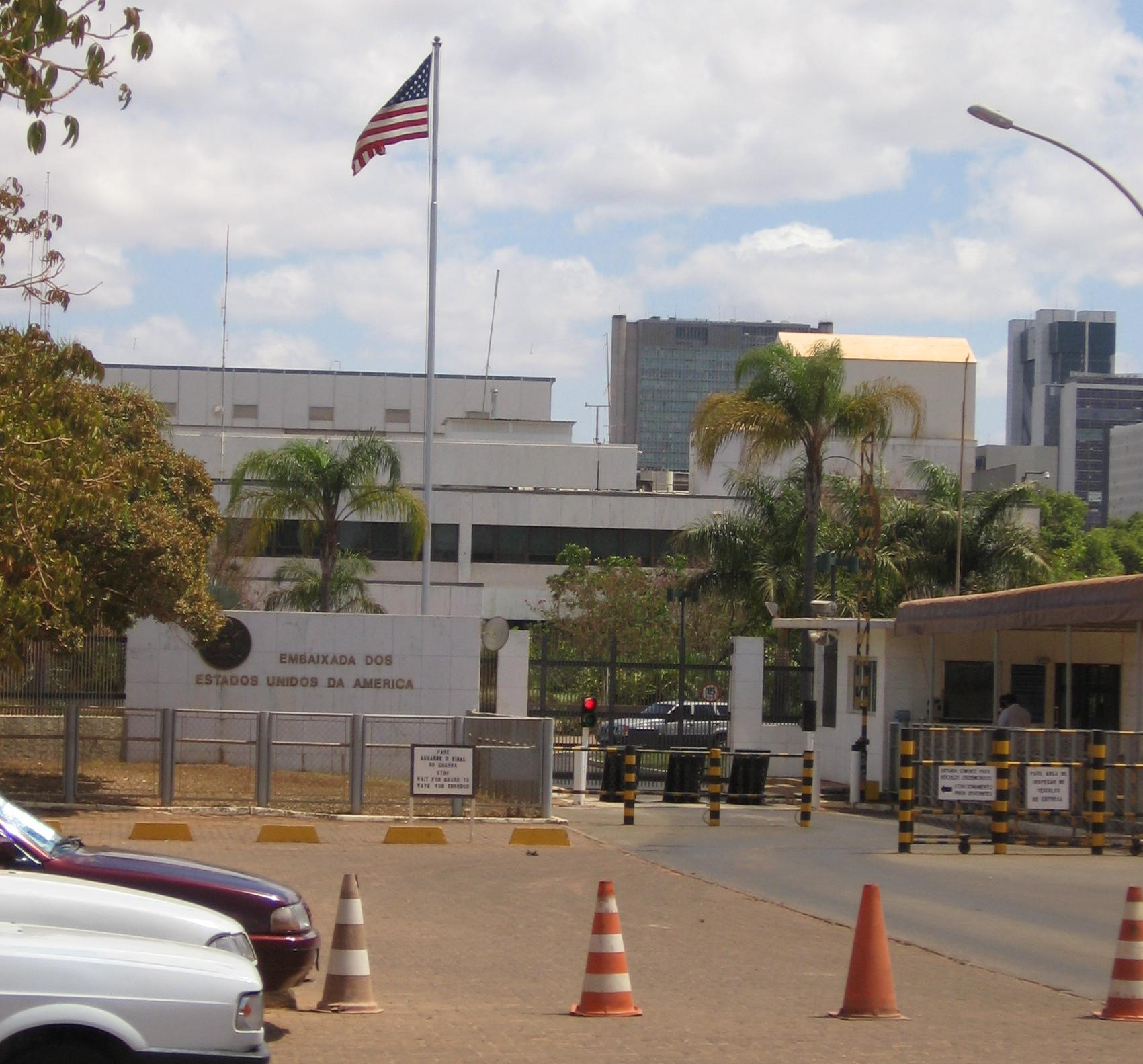
A Embaixada dos Estados Unidos da América. Os EUA foram o primeiro país a ganhar um terreno e começar as obras no SES.

- Embaixada da Eslováquia
- Embaixada da Grécia
- Embaixada da Hungria
- Embaixada da Índia
- Embaixada da Indonésia
- Embaixada do Líbano
- Embaixada do México
- Embaixada da Chéquia
- Embaixada da Turquia

### Quadra 807

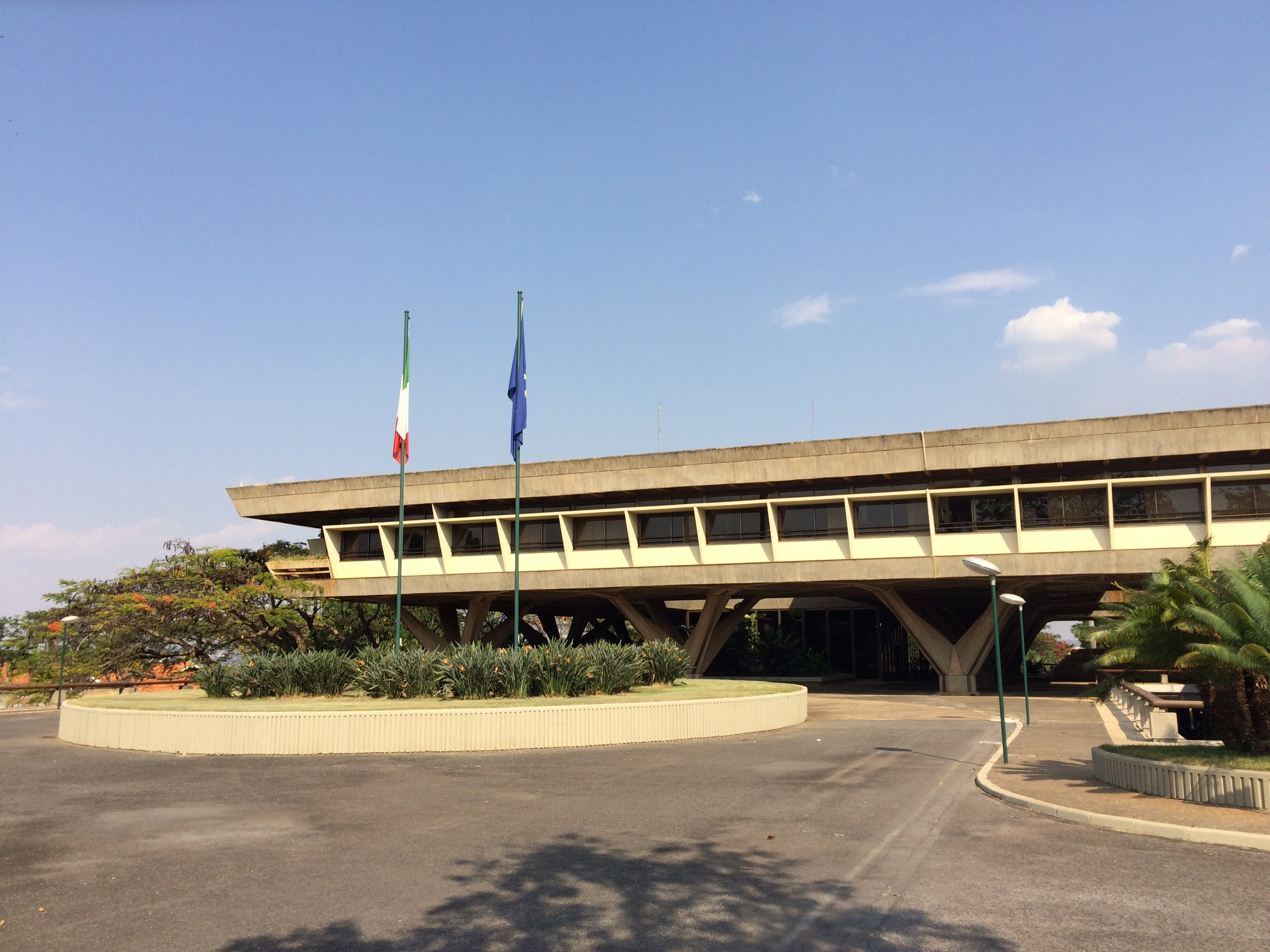
A Embaixada da Itália.

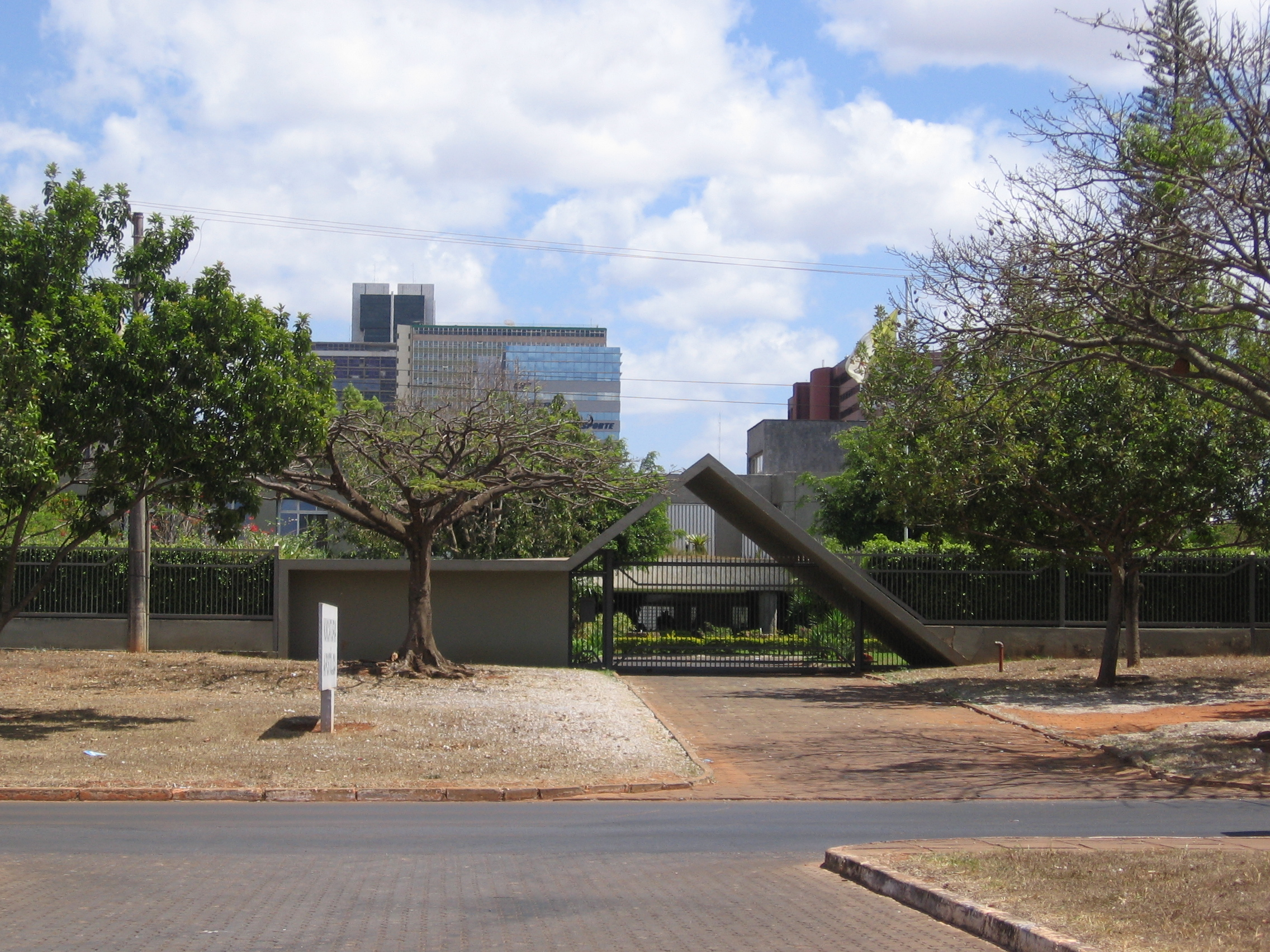
A Nunciatura Apostólica.

- Embaixada da Alemanha
- Embaixada da Dinamarca
- Embaixada da Finlândia
- Embaixada da Itália
- Embaixada da Noruega
- Embaixada da Suécia

### Quadra 809

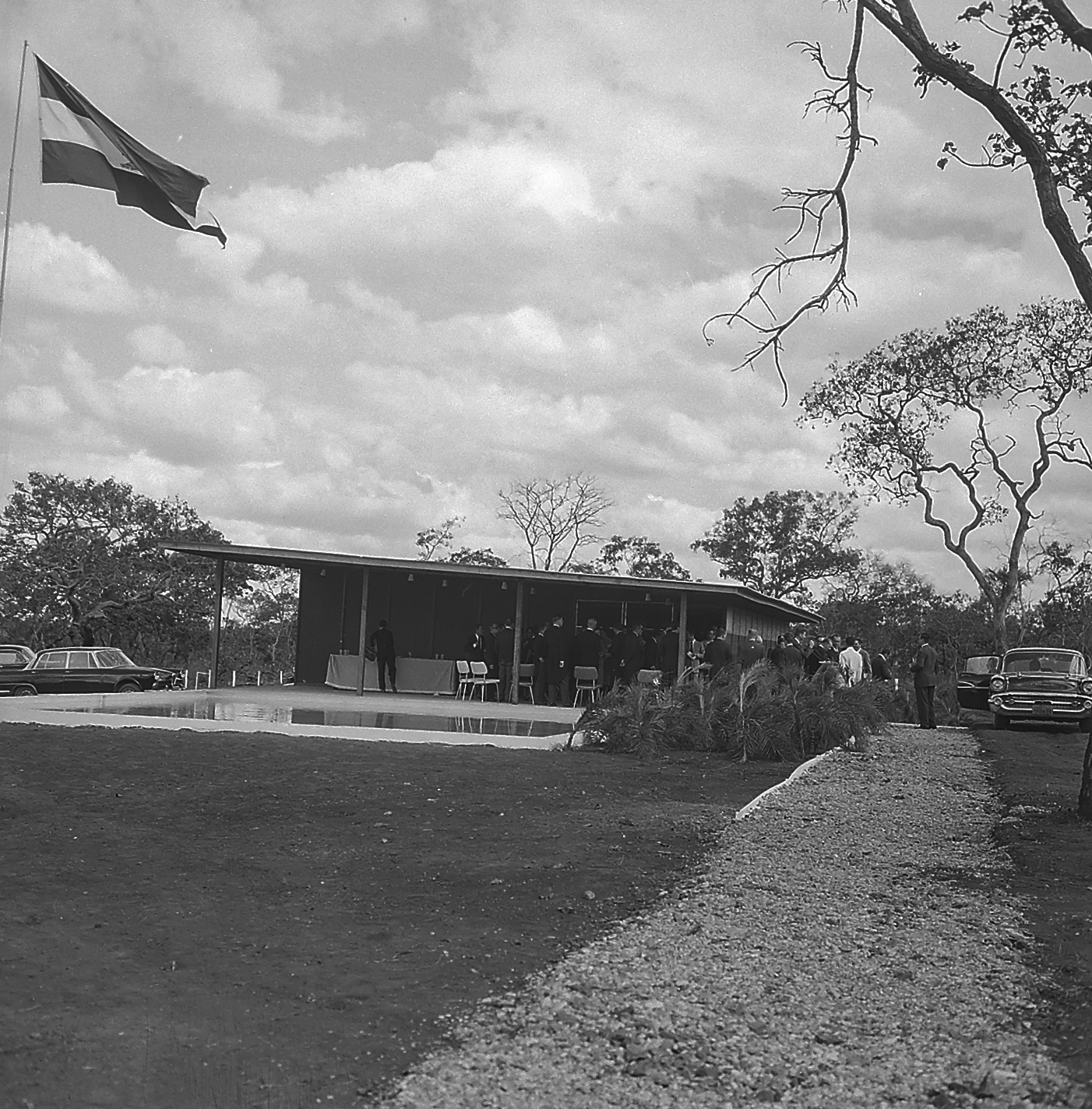
JK visita Embaixada do Irã à época da construção de Brasília

- Embaixada da Bélgica
- Embaixada da Bolívia
- Embaixada da Irã
- Embaixada de Israel
- Embaixada da Polônia
- Embaixada da República Dominicana

### Quadra 811
- Embaixada da Áustria
- Embaixada da Espanha
- Embaixada do Japão
- Embaixada do Paraguai
- Embaixada do Peru
- Embaixada da Suíça

### Quadra 813
- Embaixada da República Popular da China

### Quadra 815
- Embaixada do Iraque
- Pista do Iraque Paramotor